# Akkosaari (ö i Södra Savolax, Nyslott, lat 62,13, long 28,55)
Akkosaari är en ö i Finland. Den ligger i sjön Haukivesi och i kommunen Nyslott i den ekonomiska regionen  Nyslott  och landskapet Södra Savolax, i den sydöstra delen av landet, 290 km nordost om huvudstaden Helsingfors. Öns area är 4,1 hektar och dess största längd är 500 meter i sydöst-nordvästlig riktning.